# Illusion tactile
Une illusion tactile est une illusion basée sur le sens du toucher. Ces illusions peuvent être actives (le participant doit effectuer un mouvement volontaire ou de manipuler un objet), ou passives (stimuli externe).

## Exemples
- Une des illusions les plus connues est celle du lapin qui saute, dans laquelle on tapote rapidement une personne à deux endroits différents (par exemple le coude et le poignet), et qui donne l'illusion d'être touché séquentiellement à plusieurs endroits entre ces deux zones.
- L'effet Tau, lorsque des participants jugent la distance spatiale entre plusieurs tapotements distincts comme étant irrégulière, lorsque uniquement la distance temporale est irrégulière.
- Lorsqu'une personne immerge une main dans un bac d'eau chaude et l'autre dans un bac d'eau froide, puis plonge ses deux mains dans un même bac d'eau tiède, l'eau sera perçue comme de température différente par les deux mains.
- Lorsqu'une personne prend une nourriture dans sa bouche et une autre dans sa main, beaucoup de personnes perçoivent les caractéristiques de la nourriture avalée (fraîcheur, croustillant) comme la moyenne des deux[1].
- Lorsqu'une personne pousse ses bras vers l'extérieur lorsqu'ils sont retenus, puis arrête, la sensation que les bras sont poussés vers l'extérieur continue.
- Les membres fantômes sont également un exemple d'illusion tactile.